# 로자 데이 란치

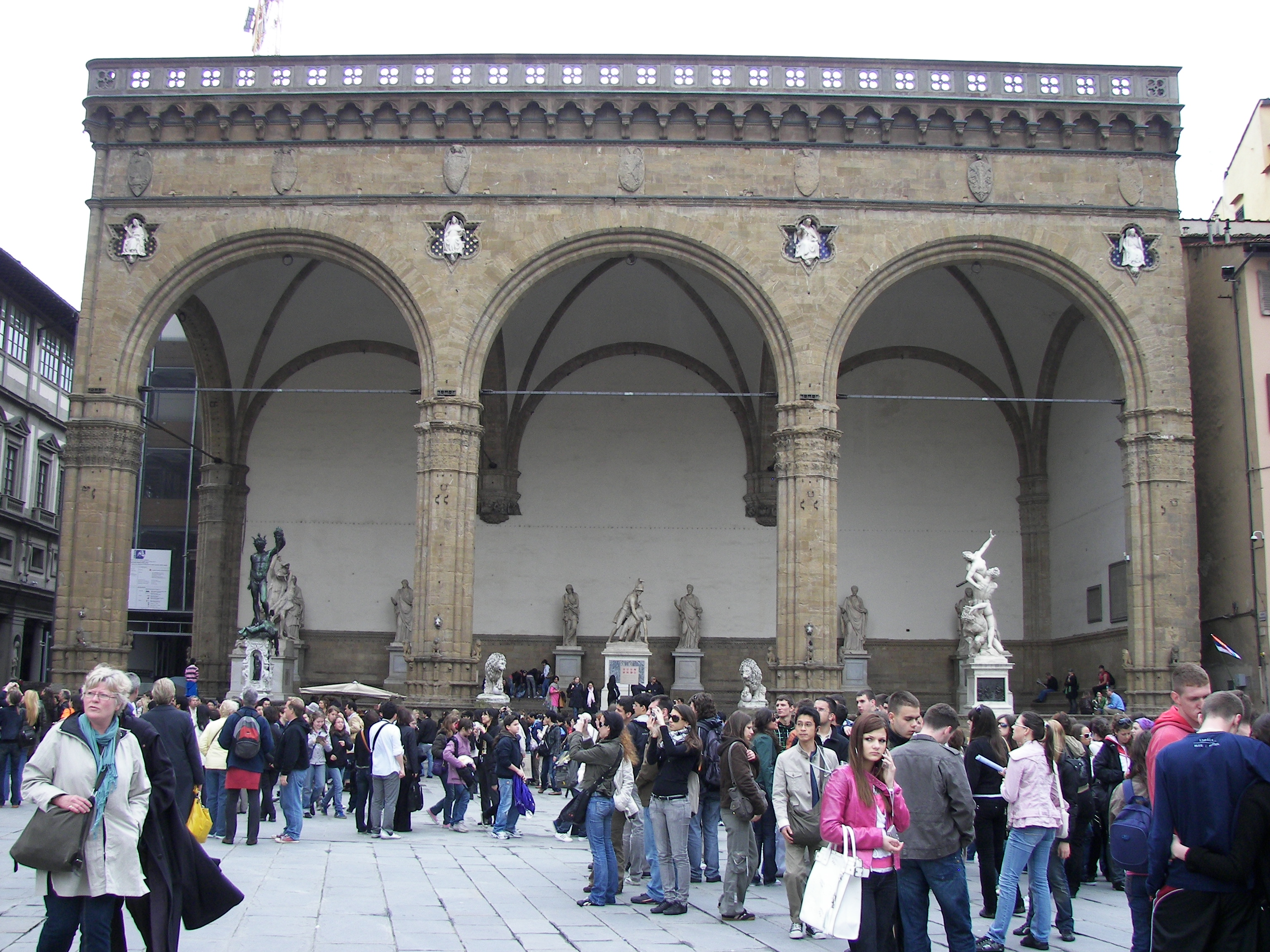
로자 데이 란치

로자 데치 란치(Loggia dei Lanzi)는 이탈리아 피렌체 시뇨리아 광장에 있는 화랑으로, 15개의 조각상이 들어서 있다.